# Олтрингем
О́лтрингем (англ. Altrincham; о файле/ˈɒltrɪŋəm/, [ol-tring-əm]) — город в Траффорде, Большой Манчестер, Англия, к югу от реки Мерси, в 13 км к юго-западу от городского центра Манчестера и в 5 км к юго-югозападу от Сейла. Согласно переписи 2001 года, в городе проживало 41 000 человек, по переписи 2011 года численность населения выросла до 52 419. По оценке 2015 года, численность населения Олтрингема составила 54 837 человек.
Будучи исторически частью Чешира, Олтрингем был основан в 1290 году как торговый город, хотя на момент его основания сельское хозяйство превалировало над торговлей. Олтрингем остаётся торговым городом и по сей день. Толчок к социально-экономическому развитию города придало строительство Бриджуотерского канала в 1765 году и строительство железной дороги в 1849 году, после чего город начал стремительно развивать свою промышленность. Город начал расширяться, поглощая близлежащие деревни.
В настоящее время Олтрингем является обеспеченным спальным районом Манчестера, во многом благодаря развитой транспортной системе. В Олтрингеме традиционно (с XIX века) проживает большое число представителей «среднего класса». В городе расположен футбольный клуб «Олтрингем» и три хоккейных клуба, «Манчестер Сторм», «Олтрингем Эйсез» и «Траффорд Торнадос».

## География
Олтрингем расположен на юго-западной границе городской агломерации Большого Манчестера, южнее Сейла и в 13 км к юго-западу от городского центра Манчестера (53°23′02″ с. ш. 2°21′17″ з. д.; 53.3838, −2.3547). Он находится северо-западном углу Чеширской равнины к югу от Мерси. Город пересекает Бриджуотерский канал. Климат в городе умеренный. Среднегодовая температура немного выше, чем в среднем по Великобритании; среднегодовые показатели атмосферных осадков и периоды времени безоблачной погоды несколько ниже, чем в среднем по стране.
Наряду с Сейлом, Стретфордом и Эрмстоном, Олтрингем является одним из четырёх основных городов в Траффорде. Зона Олтрингема, согласно Совету Траффорда, находится в южном Траффорде. Вдобавок к Олтрингему она включает деревни Тимперли, Боудон, Хейл и Хейл Барнс. Район Броудхит в Олтрингеме до 1970-х годов был центром лёгкой промышленности, а сейчас там расположен торговый комплекс. Самая густонаселённая часть Олтрингема расположена в его центре.

## Культура

### Спорт
В 1903 году был основан футбольный клуб «Олтрингем», который проводит домашние матчи на стадионе «Мосс Лейн». В 1970-е и 1980-е годы «Олтрингем» приобрёл репутацию «убийцы гигантов», обыграв ряд крупных клубов в Кубке Англии. Хотя команда играла в нижних дивизионах футбольной системы Англии, она рекордные 16 раз обыгрывала клубы из Футбольной лиги, включая клуб высшего дивизиона «Бирмингем Сити» в сезоне 1985/86. Главными соперниками «Олтрингема» являются футбольные клубы «Маклсфилд Таун» и «Нортвич Виктория».
Олтрингем является одним из немногих городов на северо-западе Англии с ледовой ареной. Ледовая арена Олтрингема была построена в 1961 году в Броудхите, пригороде Олтрингема. «Олтрингем Эйсез» выступали на ней с 1961 по 2003 годы, после чего арена была закрыта. С 2003 по 2006 годы в Олтрингеме не было ледовой арены, но в 2006 году была возведена новая арена, «Ледовый купол Олтрингема» (Altrincham Ice Dome) вместимостью 2500 зрителей.

## Известные жители
Английская художница Хелен Аллингем жила в Олтрингеме в детские годы. Элисон Аттли писала некоторые свои книги, проживая в Олтрингеме. В городе родилась актриса Анджела Картрайт. Иан Браун и Джон Сквайр из The Stone Roses учились в средней школе Олтрингема (Altrincham Grammar School for Boys). Пол Янг из Mike + The Mechanics жил в Олтрингеме до своей смерти в 2000 году.
Хьюлетт Джонсон, в будущем известный как «Красный декан Кентербери», был викарием Сент-Маргарет в Олтрингеме с 1904 по 1924 годы.
Футбольный судья Энтони Тейлор, ставший арбитром ФИФА в 2013 году, родился в Олтрингеме.